# Дурасовский район
Дурасовский район — административно-территориальная единица в Саратовской области, существовавшая в 1935—1958 годах. Административный центр — с. Дурасовка, в 1966 году переименованное в Озёрное.

## История
Район образован 18 января 1935 года в составе Саратовского края (с 1936 года — в Саратовской области).
30 сентября 1958 года район был упразднён, его территория вошла в состав Аткарского и Лысогорского районов.